# Tour Zizim
La tour Zizim a été construite à Bourganeuf, dans l'actuelle Creuse en Nouvelle-Aquitaine, de 1483 à 1486, sur l'ordre de Guy de Blanchefort. Elle abrita selon la tradition l'exil du prince ottoman Osmanli Djem qui y aurait été enfermé par Pierre d'Aubusson, grand maître de l'ordre des Hospitaliers,.
La tour Zizim est classée aux monuments historiques en 1911.

## Historique

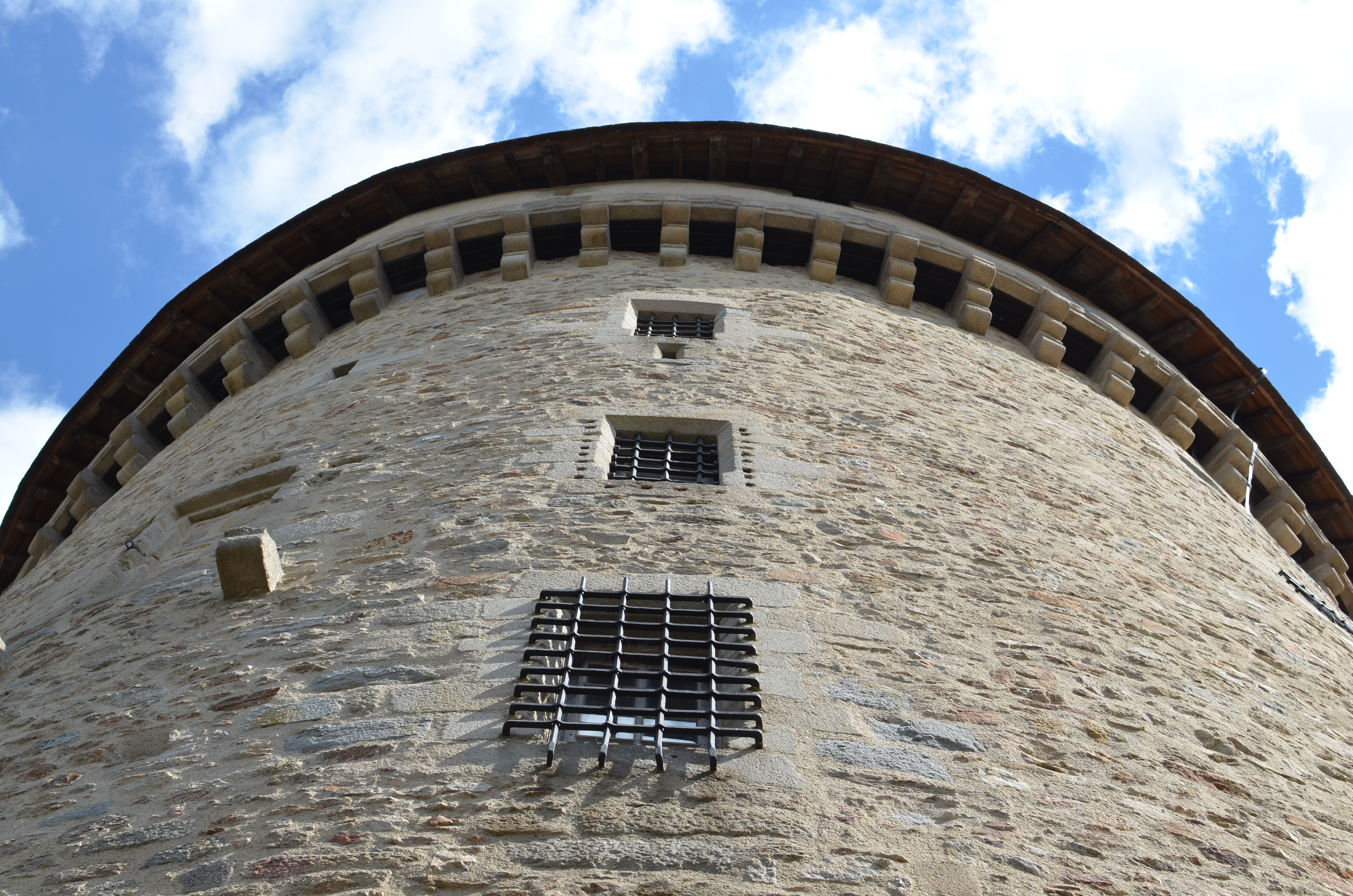
Détail de la tour Zizim.

Le château de Bourganeuf a été édifié par les Hospitaliers de l'ordre de Saint-Jean de Jérusalem vers 1150. La tour Zizim a été construite entre 1484 et 1486 pour accueillir en résidence forcée le prince Zizim.
La tour Zizim a servi à plusieurs reprises de prison ; notamment pendant la Seconde Guerre mondiale par les Allemands pour y enfermer des résistants, et en juillet 1943 plusieurs familles juives parquées là avant d'être exterminées à Auschwitz. La ville de Bourganeuf a déposé dans un jardin une plaque en mémoire de ces familles.

## Description
De forme ronde, la tour érigée vers 1484, présente sept étages voûtés, équipées de latrines à chaque étage,. Les murs sont d’une épaisseur de 2,80 m. Un escalier en colimaçon conduit aux sept étages jusqu’au sommet de l'édifice coiffé d'une superbe charpente.
La tour présente aujourd'hui aux visiteurs des objets issus des fouilles gallo-romaines de la région.